# Rogelio Acevedo González
Rogelio Acevedo González (Caibarién, 28 de abril de 1941) fue un militar cubano, perteneció al Movimiento 26 de julio de la Revolución cubana al servicio del comandante Che Guevara. 

## Juventud
Nació el 28 de abril de 1941 en Caibarién, en la provincia de Las Villas, aunque se crio en Remedios siendo hijo de una cubana y un padre español. 

## Revolución
Luego del desembarco de Fidel Castro, debido a que no existía ningún tipo de actividad revolucionaria, comenzó a realizar sabotajes junto con su hermano Enrique Acevedo González de manera independiente, hasta que se separó de su hermano formando grupos de amigos que lo acompañaban y Enrique los suyos. Luego de que se le negara viajar a Estados Unidos al no recibir visa para unirse a los grupos revolucionarios, decide incorporarse con los de la Sierra Maestra. 
El 27 de mayo de 1957 toma rumbo a Baire al lado de tres amigos, posteriormente, cinco días después recibe alimentos del campesino Benigno Sosa, quien asegura no saber nada de los rebeldes. Luego de varios días sin encontrar indicios de los guerrilleros, sus dos amigos deciden regresar, y Acevedo, después de estar 2 días sin encontrar campesinos y de comer cogollo de caña regresa a casa de Sosa, quien le da refugio 2 días y 50 centavos para ir de Guisa a Bayamo, donde no conocía a nadie. 
En 1957 se hizo miembro de la Agrupación de Jóvenes Esperanza de la Fraternidad, una organización juvenil de masonería, y en una esquina del parque de Bayamo dibujó un triángulo con las manos, símbolo que se hace cuando se necesita ayuda, obteniéndola 2 horas después por parte de otro joven de esa organización. Gracias a esto, recibió comida y 1 peso con el que pudo viajar a Las Tunas, donde se encontraba su tío Faustino Acevedo, donde permaneció escondido hasta que logró encontrarse con su hermano Enrique hasta que convenció a este mismo. Ambos fueron a Guisa y acordaron verse en Victorino, aunque en un principio no lo encontró finalmente emprendieron su viaje. 
Al llegar a la casa de Benigno Sosa se encontraron con otro grupo de jóvenes que se alzaban en armas, encontrándose con los primeros rebeldes luego de los primeros días. Todos fueron conducidos con Ernesto Guevara y sus capitanes Ramiro Valdés y Ciro Redondo. Luego de que a los 10 días de camino, la mitad de los jóvenes que se habían unido decidieran regresar, haciéndose de mochila y zapatos. Fue destinado a una escuadra que comandaba el primer teniente Franco Cañizares, del Pelotón de Ciro Redondo. Cañizares, posteriormente, abandonaría la sierra y al triunfo de la revolución combatiría contra el gobierno  durante la Invasión de Bahía de Cochinos.
Su primer combate se remonta al 30 de agosto de 1957, el del Hombrito. Continuó con El Che hasta que fue herido en un tobillo en diciembre de 1957, pasando la mayor parte de la columna con Fidel Castro y Camilo Cienfuegos, Ramiro y otros se quedan con Guevara. Con Fidel participó en el segundo combate de Pino del Agua en la Columna n.º 1. Posteriormente fue incorporado con Huber Matos hasta que Ernesto Guevara lo incorporó a la Columna n.º 8, entregándole una ametralladora trípode 30 y siendo ascendido a teniente y participando en la Batalla del Jigüe. Terminado el combate se le asignó un Garand y tres fusiles más, dejando la ametralladora a Silverio Blanco, su segundo en la escuadra. Desafortunadamente, Blanco murió de un tiro en la cabeza en Cabaiguán, mientras disparaba con la ametralladora en la mano, siendo ascendido póstumamente a capitán.
En 1959 se le encomendó la construcción de la Ciudad Escolar Camilo Cienfuegos en el Caney de Las Mercedes, en la Sierra Maestra, teniendo bajo su mando a 500 soldados y oficiales, hasta que fue nombrado director de las Milicias Nacionales Revolucionarias en 1960, hasta que surgió la organización de los batallones por parte de Francisco Ciutat y Ramón Soliva. 
En 1975, Acevedo va a Angola por un año como el primer jefe de Estado Mayor de la Misión Militar Cubana en Angola. En 1981 regresa a Angola como segundo en mando de la MMCA y en 1989 es designado Presidente del Instituto de Aeronáutica Civil de Cuba, cargo que ocupó hasta el 2010.
El 8 de marzo de 2010,a propuesta del Consejo de Estado de la República de Cuba es liberado de sus funciones como presidente del IACC, y según el comunicado oficial pasará a ocupar otras responsabilidades.